# De bästa barnlåtarna
De bästa barnlåtarna 60 fantastiska låtar Music of the Century, är en samlingsskiva på 3 CD med klassiska barnsånger, sånger från film & TV samt om årstiderna utgiven 1999.

## Låtlista
- CD 1 Känt från film och TV

1. Pippi Långstrump (Jan Johansson/Astrid Lindgren)
2. Balla Trazan Apansson (Janne Schaffer/Lasse Åberg)
3. Världens bästa Karlsson (Georg Riedel)/Astrid Lindgren)
4. Var nöjd med allt som livet ger  ur Djungelboken (T.Gilkyson/M.Söderhjelm)
5. Sesam-melodin (Jon Stone/Bruce Hart/Joseph Raposo)
6. John Blund (Wolfgang Richter/Walter Kruback/Sten Carlberg)
7. Scooby Doo-sången (Lenny Adelson/Les Baxter/Bo-Göran Edling)
8. Hallonsaft (Peterus Kartner-Sten Carlberg)
9. Klapp och klang (Ivan Renliden)
10. Hajarna från Selma och Johanna (Coste Apetrea och Anders Henriksson)
11. Mah-na mah-na (Pero Uniliano/Al Stillman)
12. Kom på besök hos Barbapapa (Joh Stokkermans/Börje Carlsson)
13. Sjörövarfabbe (Georg Riedel/Astrid Lindgren)
14. Alla snubbar vill ju va katt (Floyd Huddlestop/Al Rinker/Doren Denning Maes)
15. Rövarnas visa (Thorbjörn Egner/Håkan Norlén/Ulf Peder Olrog)
16. Dunderklumpens sång (Toots Thielemans/Beppe Wolgers)
17. Fablernas värld (Rudolf Bos/Olle Adolphson)
18. Fem myror är fler än fyra elefanter (Bengt Ernryd/(Magnus Härenstam/Lars Brännström
19. Hujedamej sånt barn han var (Georg Riedel/Astrid Lindgren)
20. Jag vill ju va som du ur Djungelboken (Richard och Robert Sherman/Martin Söderhjelm)

- Marcus Österdahls Orkester och Nackabarnen (1,2,3,4,5,6,7,8,9,11,12,13,14,15,17,18,19,20)
- Anna Sjögren och Grete Havnesköld (10)
- Robert Blom (16)

- CD 2 De klassiska barnvisorna

1. Bä bä vita lamm (Alice Tegner/Trad)
2. Ekorr'n satt i granen (Alice Tegner/Trad)
3. Borgmästar Munthe (Alice Tegner/Trad)
4. Taxen taxameter (David Ols/Bengt Ols)
5. Mors namnsdag (Alice Tegner/Trad)
6. Lasse liten (Alice Tegner/Trad)
7. Sudda, sudda Gullan Bornemark
8. Dansa min docka (Alice Tegner/Trad)
9. Baka kaka (Alice Tegner)
10. Vart ska du gå (Alice Tegner)
11. Tummeliten (Alice Tegner)
12. Mamma och barnen (Alice Tegner)
13. Bamsens födelsedag (Thorbjörn Egner)
14. I skogen (Alice Tegner)
15. Gunghästen (Alice Tegner)
16. Var kommer det vackra ifrån (Alice Tegner)
17. Okända djur (Olle Adolpson)/(Beppe Wolgers)
18. Mors lilla lathund (Georg Riedel)/(Astrid Lindgren)
19. Trollmors vaggsång (Margit Holmberg)
20. Imse vimse spindel (Trad.arr (Gunilla klevhamre)

- Marcus Österdahls Orkester och Nackabarnen (1,2,3,4,5,6,7,8,9,10,11,12,13,14.16)
- Ingela Renliden med Ivan Renlidens Orkester (15)
- Children Music (19,20)

CD 3 Årstiderna
1. Årstiderna (Alice Tegnér)
2. Året runt (Keith Almgren/Gunilla Klevhamre)
3. Vintertider (Mats Winqvist)
4. Nej se det snöar (Felix Körling)
5. Snön den faller vit (Keith Almgren/(Gunilla Klevhamre)
6. Videvisan (Alice Tegnér)
7. Nu är våren kommen (Ulf Björling/Astrid Lindgren)
8. Våren är här (Trad.arr Tomas Blank)
9. Blåsippor (Alice Tegnér/Anna Maria Roos)
10. När Lillan kom till jorden (Alice Tegnér)
11. Ute blåser sommarvind (Alice Tegnér)
12. Jag gör så att blommorna blommar (Georg Riedel/Astrid Lindgren)
13. Nu är det äntligen sommar igen (Keith Almgren/Gunilla Klevhamre)
14. En sommarnatt i juni (Mats Winqvist)
15. Solvisa (Alice Tegner)
16. Mors lilla Olle (Alice Tegner)
17. Brevet från Lillan (Evert Taube)
18. Sockerbagaren (Alice Tegner)
19. Tre pepparkaksgubbar (Alice Tegner/Astrid Gullstrand)
20. Jul-lov (Mats Winqvist)

- Marcus Österdahls Orkester och Nackabarnen (1,6,9,11,15,16,17,18,19)
- Erika, Kjerstin och Sophie (2,5,13)
- Children Music (10)
- Mats och Lotta Winqvist (8,14,20)
- Studiomusiker och sångare (4,7,8)